# Константин Комнин Ангел
Константин Комнин Ангел (Κωνσταντίνος Κομνηνός Άγγελος ок. 1151 – след 1199) е византийски аристократ и военачалник, по-голям брат на императорите Исак II Ангел и Алексий III Ангел. Той е ослепен по заповед на Андроник I Комнин и е издигнат до севастократор от брат си Исак след възцаряването на последния през 1185 г.

## Ранен живот и кариера
Константин Комнин Ангел е роден ок. 1151 и е най-големият син на Андроник Дука Ангел и Ефросина Кастамонитиса. Той е свързан с управляващата династия на Комнините чрез своите баба и дядо по бащина линия, Константин Ангел и съпругата му Теодора Комнин, дъщеря на император Алексий I Комнин (r. 1081 – 1118). Около 1169/70 г. се жени за неизвестна по име и произход жена. Имал е поне един син, чието име и живот са неизвестни, освен това, че през 1199 г. е бил кандидат за наследник на престола 1199 г. (виж по-долу).
Според придворния поет и велик друнгарий на виглата Григорий Антиох, Константин е участвал във войните срещу селджукските турци от Иконийския султанат – дейност, която трябва да се постави в последните години от управлението на Мануил I Комнин (1143 – 1180) или по време на управлението на Алексий II Комнин (1180 – 1183 г.).

## Подкрепа и противопоставяне на Андроник I Комнин
През пролетта на 1182 г. императрицата-регент Мария Антиохийска и нейният главен министър Алексий Комнин изпращат бащата на Константин срещу друг императорски роднина, Андроник Комнин, който се разбунтувал и тръгнал със силете си към Константинопол. Бащата на Константин достига до околностите на Никомедия, където много местни хора се присъединяват към него. В битка близо до Харакс Андроник Ангел е победен от армията на бунтовниците, въпреки че тази армия била набързо събрана и се състояла, според Хониат, само от „земеделци, негодни за война, и контингент от пафлагонски войници“, предвождани не дори от опитен командир, а от „някой си евнух“. След завръщането си в Константинопол бащата на Константин е обвинен, че е присвоил пари, предназначени за заплати на армията. Страхувайки се, че ще го обвинят в симпатиии спрямо бунтовниците и по съвет на шестимата си сина, „всички млади по сърце и смели на дела“ според Хониат, той се барикадирал със семейството си в оградения си дворец в квартала Екзокион, преди да избяга от града заедно със семейството си и да се присъеди към Андроник Комнин във Витиния. Окуражен от това дезертьорство, Андроник Комнин се прехвърля в Халкедон, срещу Константинопол през през Босфора. След като и великият дука Андроник Контостефан преминал на страната на бунтовниците заедно с флота, в столицата избухнал бунт и портите ѝ били отворени пред Андроник Комнин, който след това станал регент на непълнолетния Алексий II.
Скоро обаче същите благородници, които помогнали на Андроник Комнин да се изкачи на власт, организирали заговор срещу него, след като става ясно, че той не възнамерява да ги възстанови на привилегированите позиции, които са заемали при император Мануил, и че обмисля да завземе трона за себе си. Подобно на братята си Константин Ангел участва в заговора срещу Андроник Комнин, организиран от баща му, от Андроник Контостефан и логотета на дрома (главен министър) Василий Дука Каматир. Заговорът обаче бързо е разкрит от агентите на императора. Каматир, Кондостефан и четирима от синовете му, както и много други членове на заговора, били заловени и ослепени. Андроник Ангел и синовете обаче успели да избягат. Според Хониат, докато бягали от преследващите ги императорски войници, те намерили лодка, натоварена с празни амфори; след като изхвърлили товара зад борда, те се качват на нея и отплавали на безопасно място в Акра. Константин бързо се уморил от изгнанието и се върнал в Константинопол, като сключил мир с Андроник Комнин. Скоро след пристигането му обаче Андроник Комнин решително пристъпил към пълното узурпиране на властта, като първо убил императрицата-майка Мария Антиохийска (август 1183 г.), след което се обявил за съимператор (септември 1183 г.), накрая убил Алексий II (октомври 1183 г.), което го оставя едноличен император. След тези събития по-малките братя на Константин Теодор и Исак повели бунтове съответно в Пруса и Никея. Вероятно в резултат на това или поради участието си в някакъв заговор Константин е ослепен от агентите на императора.

## По-късен живот и смърт
След възхода на брат му Исак II Ангел (1185 – 1195, 1203 – 1204) на престола през септември 1185 г., Константин получава високия ранг севастократор. Очевидно той играел някаква роля в двора – хвалебствената поема на Антиох е изпратена на Константин с надеждата да му осигури подабаващо назначение на официална служба – но според Антиох по-голямата част от времето до края на живота му било посветено на благотворителност.
Неговата реакция на свалянето на Исак II през 1195 г. от собствения им брат Алексий III Ангел (1195 – 1203) не е известна. През пролетта на 1199 г. обаче, когато Алексий се разболява от подагра и възниква въпросът за неговото наследство (Алексий няма син, а само дъщери), Константин е сред императорските роднини, които пламенно се състезават помежду си за себе си, или за своите синове – тъй като Константин и другите му двама братя били ослепени, им било забранено да заемат престола – въпреки че всички те били, според Хониат, незначителни личности. По-нататъшният живот и датата на смъртта на Константин са неизвестни. В някакъв момент той посвещава богата олтарна покривка, изобразяваща архангелите, която е открадната по време на Четвъртия кръстоносен поход и е донесена в базиликата „Сан Марко“ във Венеция. Негов печат с достойнство на севастократор се съхранява в Музея на изкуствата „Фог“ на Харвардския университет.

## Цитирана литера
- Brand, Charles M. (1968). Byzantium Confronts the West, 1180–1204. Cambridge, Massachusetts: Harvard University Press, OCLC 795121713, https://hdl.handle.net/2027/heb.02893
- Magoulias, Harry J. (ed) (1984). O City of Byzantium: Annals of Niketas Choniatēs. Detroit: Wayne State University Press, ISBN 978-0-8143-1764-8, https://books.google.com/books?id=O8arrZPM8moC
- ((en)) Polemis, Demetrios I. (1968). The Doukai: A Contribution to Byzantine Prosopography. London: The Athlone Press, OCLC 299868377, https://books.google.com/books?id=Sx5dAAAAIAAJ
- ((el)) Varzos, Konstantinos (1984). Η Γενεαλογία των Κομνηνών, B. Thessaloniki: Centre for Byzantine Studies, University of Thessaloniki, OCLC 834784665, архив на оригинала от 11 април 2019, https://web.archive.org/web/20190401112859/https://www.kbe.auth.gr/sites/default/files/bkm20b.pdf

|  | Тази страница частично или изцяло представлява превод на страницата Constantine Komnenos Angelos в Уикипедия на английски. Оригиналният текст, както и този превод, са защитени от Лиценза „Криейтив Комънс – Признание – Споделяне на споделеното“, а за съдържание, създадено преди юни 2009 година – от Лиценза за свободна документация на ГНУ. Прегледайте историята на редакциите на оригиналната страница, както и на преводната страница, за да видите списъка на съавторите. ВАЖНО: Този шаблон се отнася единствено до авторските права върху съдържанието на статията. Добавянето му не отменя изискването да се посочват конкретни източници на твърденията, които да бъдат благонадеждни. |